# Christian Friedrich von Glück
Christian Friedrich von Glück, född den 1 juli 1755 i Halle, död den 20 januari 1831 i Erlangen, var en tysk jurist. 
Glück, som 1784 blev professor i Erlangen, var en berömd pandekträttslärare. Han påbörjade kommentarverket "Ausführliche Erläuterung der Pandecten", varav von Glück utgav 34 band (1790-1830) och varav 63:e bandet utkom 1896, utan att arbetet därigenom är fullbordat. 
Med von Glück avslutades den period i rättsvetenskapens historia, vilken brukar kallas den teoretisk-praktiska eller de tyska praktikernas tid och egentligen betecknar ett vetenskapligt stillastående. Med den samtidigt begynnande historiska skolans män stod von Glück till en början i strid, även om deras arbete senare av honom både uppskattades och erkändes.